# Psychotria foetida
Psychotria foetida är en måreväxtart som beskrevs av August Heinrich Rudolf Grisebach. Psychotria foetida ingår i släktet Psychotria och familjen måreväxter. Inga underarter finns listade i Catalogue of Life.